# Яблочкин, Валерий Николаевич
Вале́рий Никола́евич Я́блочкин (2 февраля 1973, Темиртау, Казахская ССР, СССР) — советский и казахстанский футболист, нападающий.

## Карьера
Воспитанник ДЮСШ Темиртау (1981—1985), ХГВУФК-1, Харьков (1985—1988), казахского республиканского спортинтерната, Алма-Ата (1988—1989).
Начал карьеру в 1990 году в темиртауском «Булате». В 1991 году перешёл в карагандинский «Шахтёр». Через год перешёл в алматинский «Кайрат», где вместе с командой стал первыми победителем чемпионата и Кубка страны. С 1993 по 1996 года играл за ярославский «Шинник» в первой российской лиге, в 1996 году добился повышения в высшую лигу. Потом оказался в московском «Локомотиве», но далее карьера пошла по наклонной, футболиста преследовали травмы. После завершения профессиональной карьеры вернулся в родной Темиртау, где играл в любительских командах.

## Достижения
- Чемпион Казахстана: 1992
- Обладатель Кубка Казахстана: 1992